# Crambidia roberto
Crambidia roberto là một loài bướm đêm thuộc phân họ Arctiinae, họ Erebidae.